# Championnat d'Europe féminin de volley-ball des moins de 20 ans 1966
Navigation
Rïga 1969
Le 1er championnat d'Europe féminin de volley-ball des moins de 20 ans s'est déroulé s'est déroulé du 21 au 29 juillet 1966 à Budapest (Hongrie).

## Déroulement de la compétition

### Tour préliminaire

#### Composition des groupes
| Poule A                                                  | Poule B                                                                  | Poule C                                            |
| -------------------------------------------------------- | ------------------------------------------------------------------------ | -------------------------------------------------- |
| Site : Budapest Bulgarie Hongrie Tchécoslovaquie Turquie | Site : Budapest Allemagne de l'Est Allemagne de l'Ouest URSS Yougoslavie | Site : Budapest Autriche Pays-Bas Pologne Roumanie |

#### Poule A
| # | Équipe          | Pts | J | G | P | Sp | Sc | Ratio | Pp  | Pc  | Ratio |
| - | --------------- | --- | - | - | - | -- | -- | ----- | --- | --- | ----- |
| 1 | Bulgarie        | 6   | 3 | 3 | 0 | 9  | 3  | 3     | 155 | 103 | 1.505 |
| 2 | Tchécoslovaquie | 5   | 3 | 2 | 1 | 7  | 4  | 1.75  | 136 | 85  | 1.6   |
| 3 | Hongrie         | 4   | 3 | 1 | 2 | 6  | 6  | 1     | 128 | 135 | 0.948 |
| 4 | Turquie         | 3   | 3 | 0 | 3 | 0  | 9  | 0     | 39  | 135 | 0.289 |

| Date     | Match                      | Résultat | Sets  | Sets | Sets  | Sets  | Sets | Total Points |
| Date     | Match                      | Résultat | 1     | 2    | 3     | 4     | 5    | Total Points |
| -------- | -------------------------- | -------- | ----- | ---- | ----- | ----- | ---- | ------------ |
| 21.07.66 | Hongrie - Turquie          | 3 - 0    | 15-3  | 15-7 | 15-10 | -     | -    | 45-20        |
| 21.07.66 | Bulgarie - Tchécoslovaquie | 3 - 1    | 15-3  | 6-15 | 15-5  | 15-12 | -    | 51-35        |
| 22.07.66 | Tchécoslovaquie - Hongrie  | 3 - 1    | 15-5  | 15-5 | 11-15 | 15-1  | -    | 56-26        |
| 22.07.66 | Bulgarie - Turquie         | 3 - 0    | 15-5  | 15-4 | 15-2  | -     | -    | 45-11        |
| 23.07.66 | Bulgarie - Hongrie         | 3 - 2    | 15-10 | 7-15 | 15-8  | 7-15  | 15-9 | 59-57        |
| 23.07.66 | Tchécoslovaquie - Turquie  | 3 - 0    | 15-0  | 15-8 | 15-0  | -     | -    | 45-8         |

#### Poule B
| # | Équipe               | Pts | J | G | P | Sp | Sc | Ratio | Pp  | Pc  | Ratio |
| - | -------------------- | --- | - | - | - | -- | -- | ----- | --- | --- | ----- |
| 1 | URSS                 | 6   | 3 | 3 | 0 | 9  | 1  | 9     | 148 | 67  | 2.209 |
| 2 | Allemagne de l'Est   | 5   | 3 | 2 | 1 | 7  | 4  | 1.75  | 141 | 112 | 1.259 |
| 3 | Yougoslavie          | 4   | 3 | 1 | 2 | 4  | 7  | 0.571 | 127 | 136 | 0.934 |
| 4 | Allemagne de l'Ouest | 3   | 3 | 0 | 3 | 1  | 9  | 0.111 | 47  | 148 | 0.318 |

| Date     | Match                                     | Résultat | Sets  | Sets  | Sets  | Sets  | Sets | Total Points |
| Date     | Match                                     | Résultat | 1     | 2     | 3     | 4     | 5    | Total Points |
| -------- | ----------------------------------------- | -------- | ----- | ----- | ----- | ----- | ---- | ------------ |
| 21.07.66 | Yougoslavie - Allemagne de l'Est          | 1 - 3    | 9-15  | 15-11 | 10-15 | 10-15 | -    | 44-56        |
| 21.07.66 | URSS - Allemagne de l'Ouest               | 3 - 0    | 15-2  | 15-0  | 15-0  | -     | -    | 45-2         |
| 22.07.66 | Yougoslavie - Allemagne de l'Ouest        | 3 - 1    | 13-15 | 15-8  | 15-3  | 15-8  | -    | 58-34        |
| 22.07.66 | URSS - Allemagne de l'Est                 | 3 - 1    | 15-11 | 12-15 | 15-5  | 15-9  | -    | 57-40        |
| 23.07.66 | Yougoslavie - URSS                        | 0 - 3    | 4-15  | 14-16 | 7-15  | -     | -    | 25-46        |
| 23.07.66 | Allemagne de l'Est - Allemagne de l'Ouest | 3 - 0    | 15-6  | 15-4  | 15-1  | -     | -    | 45-11        |

#### Poule C
| # | Équipe   | Pts | J | G | P | Sp | Sc | Ratio | Pp | Pc  | Ratio |
| - | -------- | --- | - | - | - | -- | -- | ----- | -- | --- | ----- |
| 1 | Pologne  | 6   | 3 | 3 | 0 | 9  | 1  | 9     | 90 | 29  | 3.103 |
| 2 | Roumanie | 5   | 3 | 2 | 1 | 7  | 3  | 2.333 | 90 | 32  | 2.813 |
| 3 | Pays-Bas | 4   | 3 | 1 | 2 | 3  | 6  | 0.5   | 92 | 112 | 0.821 |
| 4 | Autriche | 3   | 3 | 0 | 3 | 0  | 9  | 0     | 36 | 135 | 0.267 |

| Date     | Match               | Résultat | Sets  | Sets  | Sets  | Sets | Sets | Total Points |
| Date     | Match               | Résultat | 1     | 2     | 3     | 4    | 5    | Total Points |
| -------- | ------------------- | -------- | ----- | ----- | ----- | ---- | ---- | ------------ |
| 21.07.66 | Pologne - Autriche  | 3 - 0    | 15-4  | 15-2  | 15-0  | -    | -    | 45-6         |
| 21.07.66 | Roumanie - Pays-Bas | 3 - 0    | 15-11 | 15-2  | 15-11 | -    | -    | 45-24        |
| 22.07.66 | Pologne - Roumanie  | 3 - 1    | -     | -     | -     | -    | -    | 0-0          |
| 22.07.66 | Pays-Bas - Autriche | 3 - 0    | 15-3  | 15-10 | 15-9  | -    | -    | 45-22        |
| 23.07.66 | Pologne - Pays-Bas  | 3 - 0    | 15-8  | 15-5  | 15-10 | -    | -    | 45-23        |
| 23.07.66 | Roumanie - Autriche | 3 - 0    | 15-5  | 15-0  | 15-3  | -    | -    | 45-8         |

### Tour final

#### Poule de Classement 7 à 12
| # | Équipe               | Pts | J | G | P | Sp | Sc | Ratio | Pp  | Pc  | Ratio |
| - | -------------------- | --- | - | - | - | -- | -- | ----- | --- | --- | ----- |
| 1 | Hongrie              | 10  | 5 | 5 | 0 | 15 | 0  | MAX   | 135 | 51  | 2.647 |
| 2 | Yougoslavie          | 9   | 5 | 4 | 1 | 12 | 5  | 2.4   | 205 | 112 | 1.83  |
| 3 | Pays-Bas             | 8   | 5 | 3 | 2 | 9  | 6  | 1.5   | 86  | 113 | 0.761 |
| 4 | Turquie              | 7   | 5 | 2 | 3 | 7  | 9  | 0.778 | 146 | 126 | 1.159 |
| 5 | Allemagne de l'Ouest | 6   | 5 | 1 | 4 | 4  | 12 | 0.333 | 70  | 148 | 0.473 |
| 6 | Autriche             | 5   | 5 | 0 | 5 | 0  | 15 | 0     | 43  | 135 | 0.319 |

| Date     | Match                              | Résultat | Sets  | Sets  | Sets  | Sets | Sets | Total Points |
| Date     | Match                              | Résultat | 1     | 2     | 3     | 4    | 5    | Total Points |
| -------- | ---------------------------------- | -------- | ----- | ----- | ----- | ---- | ---- | ------------ |
| -        | Hongrie - Turquie                  | 3 - 0    | 15-3  | 15-7  | 15-10 | -    | -    | 45-20        |
| -        | Yougoslavie - Allemagne de l'Ouest | 3 - 1    | 13-15 | 15-8  | 15-3  | 15-8 | -    | 58-34        |
| -        | Pays-Bas - Autriche                | 3 - 0    | 15-3  | 15-10 | 15-9  | -    | -    | 45-22        |
| 25.07.66 | Yougoslavie - Autriche             | 3 - 0    | 15-10 | 15-2  | 15-2  | -    | -    | 45-14        |
| 25.07.66 | Hongrie - Allemagne de l'Ouest     | 3 - 0    | 15-1  | 15-12 | 15-5  | -    | -    | 45-18        |
| 25.07.66 | Pays-Bas - Turquie                 | 3 - 0    | -     | -     | -     | -    | -    | 0-0          |
| 26.07.66 | Yougoslavie - Pays-Bas             | 3 - 0    | 16-14 | 15-11 | 15-3  | -    | -    | 46-28        |
| 26.07.66 | Hongrie - Autriche                 | 3 - 0    | -     | -     | -     | -    | -    | 0-0          |
| 26.07.66 | Turquie - Allemagne de l'Ouest     | 3 - 0    | 15-8  | 15-5  | 15-5  | -    | -    | 45-18        |
| 28.07.66 | Yougoslavie - Turquie              | 3 - 1    | 15-11 | 15-7  | 11-15 | 15-3 | -    | 56-36        |
| 28.07.66 | Hongrie - Pays-Bas                 | 3 - 0    | 15-6  | 15-2  | 15-5  | -    | -    | 45-13        |
| 28.07.66 | Allemagne de l'Ouest - Autriche    | 3 - 0    | -     | -     | -     | -    | -    | 0-0          |
| 29.07.66 | Yougoslavie - Hongrie              | 0 - 3    | -     | -     | -     | -    | -    | 0-0          |
| 29.07.66 | Pays-Bas - Allemagne de l'Ouest    | 3 - 0    | -     | -     | -     | -    | -    | 0-0          |
| 29.07.66 | Turquie - Autriche                 | 3 - 0    | 15-1  | 15-1  | 15-5  | -    | -    | 45-7         |

#### Poule Finale
| # | Équipe             | Pts | J | G | P | Sp | Sc | Ratio | Pp  | Pc  | Ratio |
| - | ------------------ | --- | - | - | - | -- | -- | ----- | --- | --- | ----- |
| 1 | URSS               | 10  | 5 | 5 | 0 | 15 | 2  | 7.5   | 148 | 97  | 1.526 |
| 2 | Allemagne de l'Est | 8   | 5 | 3 | 2 | 12 | 10 | 1.2   | 152 | 153 | 0.993 |
| 3 | Tchécoslovaquie    | 8   | 5 | 3 | 2 | 11 | 11 | 1     | 154 | 136 | 1.132 |
| 4 | Bulgarie           | 8   | 5 | 3 | 2 | 10 | 10 | 1     | 140 | 140 | 1     |
| 5 | Pologne            | 6   | 5 | 1 | 4 | 8  | 13 | 0.615 | 89  | 115 | 0.774 |
| 6 | Roumanie           | 5   | 5 | 0 | 5 | 5  | 15 | 0.333 | 60  | 102 | 0.588 |

| Date     | Match                                | Résultat | Sets  | Sets  | Sets  | Sets  | Sets  | Total Points |
| Date     | Match                                | Résultat | 1     | 2     | 3     | 4     | 5     | Total Points |
| -------- | ------------------------------------ | -------- | ----- | ----- | ----- | ----- | ----- | ------------ |
| -        | Bulgarie - Tchécoslovaquie           | 3 - 1    | 15-3  | 6-15  | 15-5  | 15-12 | -     | 51-35        |
| -        | URSS - Allemagne de l'Est            | 3 - 1    | 15-11 | 12-15 | 15-5  | 15-9  | -     | 57-40        |
| -        | Pologne - Roumanie                   | 3 - 1    | -     | -     | -     | -     | -     | 0-0          |
| 25.07.66 | URSS - Bulgarie                      | 3 - 0    | 15-13 | 15-4  | 16-14 | -     | -     | 46-31        |
| 25.07.66 | Allemagne de l'Est - Pologne         | 3 - 2    | -     | -     | -     | -     | -     | 0-0          |
| 25.07.66 | Tchécoslovaquie - Roumanie           | 3 - 2    | -     | -     | -     | -     | -     | 0-0          |
| 26.07.66 | URSS - Tchécoslovaquie               | 3 - 1    | -     | -     | -     | -     | -     | 0-0          |
| 26.07.66 | Allemagne de l'Est - Roumanie        | 3 - 1    | 12-15 | 15-4  | 15-9  | 15-6  | -     | 57-34        |
| 26.07.66 | Bulgarie - Pologne                   | 3 - 2    | 8-15  | 15-4  | 15-12 | 5-15  | 15-13 | 58-59        |
| 28.07.66 | URSS - Pologne                       | 3 - 0    | -     | -     | -     | -     | -     | 0-0          |
| 28.07.66 | Tchécoslovaquie - Allemagne de l'Est | 3 - 2    | 15-9  | 15-8  | 6-15  | 11-15 | 15-8  | 62-55        |
| 28.07.66 | Bulgarie - Roumanie                  | 3 - 1    | -     | -     | -     | -     | -     | 0-0          |
| 29.07.66 | URSS - Roumanie                      | 3 - 0    | 15-8  | 15-5  | 15-13 | -     | -     | 45-26        |
| 29.07.66 | Allemagne de l'Est - Bulgarie        | 3 - 1    | -     | -     | -     | -     | -     | 0-0          |
| 29.07.66 | Tchécoslovaquie - Pologne            | 3 - 1    | 15-6  | 15-3  | 12-15 | 15-6  | -     | 57-30        |

## Classement final
| Place              | Équipe               |
| ------------------ | -------------------- |
| Médaille d'or      | URSS                 |
| Médaille d'argent  | Allemagne de l'Est   |
| Médaille de bronze | Tchécoslovaquie      |
| 4                  | Bulgarie             |
| 5                  | Pologne              |
| 6                  | Roumanie             |
| 7                  | Hongrie              |
| 8                  | Yougoslavie          |
| 9                  | Pays-Bas             |
| 10                 | Turquie              |
| 11                 | Allemagne de l'Ouest |
| 12                 | Autriche             |